# اس/۲۰۰۴ اس ۲۶
اس/۲۰۰۴ اس ۲۶ (به انگلیسی: S/2004 S 26) یکی از قمرهای سیاره زحل است که در تاریخ ۷ اکتبر ۲۰۱۹ توسط اسکات اس. شپرد، دیوید سی.جویت و جن کلینه کشف شد که از ۱۲ دسامبر ۲۰۰۴ تا ۲۱ مارس ۲۰۰۷ در حال رصد شدن بود. اس/۲۰۰۴ اس ۲۶ با قطر ۴ کیلومتر و مداری با فاصله تقریبی ۰٫۱۷۸ واحد نجومی طی ۱۶۲۷٫۱۸ روز به دور زحل با انحراف مداری ۱۷۱ درجه نسبت به دائرةالبروج با حرکت موافق‌گرد با خروج از مرکز مداری ۰٫۱۶۵ در گردش است.